# Alfa Sculptoris
Alfa Sculptoris (α Scl / α Sculptoris / HD 5737) es una estrella situada en la constelación de Sculptor —el escultor— de magnitud aparente +4,30.
Alfa Sculptoris es una gigante blanco-azulada de tipo espectral B7IIIp. Situada a aproximadamente a 680 años luz del sistema solar, está clasificada como una estrella variable de tipo SX Arietis cuyo brillo varía 0,01 magnitudes. Es aproximadamente 1700 veces más luminosa que el Sol, siendo su temperatura superficial de 14.000 K. Su diámetro es 7 veces mayor que el solar y su masa es de 5,5 masas solares.
Alfa Sculptoris es una representante de las llamadas estrellas Bw o estrellas con líneas débiles de helio, en donde la abundancia superficial de helio es especialmente baja; el contenido de helio en Alfa Sculptoris es el 45% del habitual. Paralelamente, las abundancias de otros elementos como silicio, titanio y manganeso, son extraordinariamente altas. La lenta rotación de la estrella es responsable de ello; las capas exteriores de la estrella permanecen inalteradas, permitiendo que algunos elementos se hundan en el interior mientras que otros afloran hacia la superficie. La velocidad de rotación de Alfa Sculptoris es de sólo 14 km/s, muy baja en comparación con otras estrellas de tipo B.